# Mộ Thường Ngộ Xuân
Mộ Thường Ngộ Xuân (tiếng Trung: 常遇春墓; bính âm: Cháng Yùchūn Mù) là nơi chôn cất Thường Ngộ Xuân (1330-1369), một vị tướng quân đội vào cuối thời kỳ nhà Nguyên, đầu nhà Minh. Ngôi mộ này được xây dựng từ năm 1369 nằm trên dãy núi Tử Kim ở thành phố Nam Kinh, tỉnh Giang Tô. Tại đây có những bức tượng ngựa, cừu, hổ và cả chiến binh bằng đá trước lăng mộ. Lăng mộ này đã được Hội đồng Nhà nước Trung Quốc xếp hạng là di tích lịch sử văn hóa lớn cấp quốc gia tại tỉnh Giang Tô.
Ngày nay, lăng mộ là một phần của Di sản thế giới Lăng tẩm hoàng gia Minh-Thanh được UNESCO công nhận từ năm 2003.